# Malocampa sidoides
Malocampa sidoides är en fjärilsart som beskrevs av William Schaus 1901. Malocampa sidoides ingår i släktet Malocampa och familjen tandspinnare. Inga underarter finns listade i Catalogue of Life.